# اریک هولدر
اریک هیمپتون هولدر جونیور (به انگلیسی: Eric Himpton Holder Jr) دادستان کل ایالات متحده آمریکا از ۲۰۰۹ تا ۲۰۱۵ بود.
اریک هولدر دارای دکترای حقوق از دانشگاه کلمبیا است.

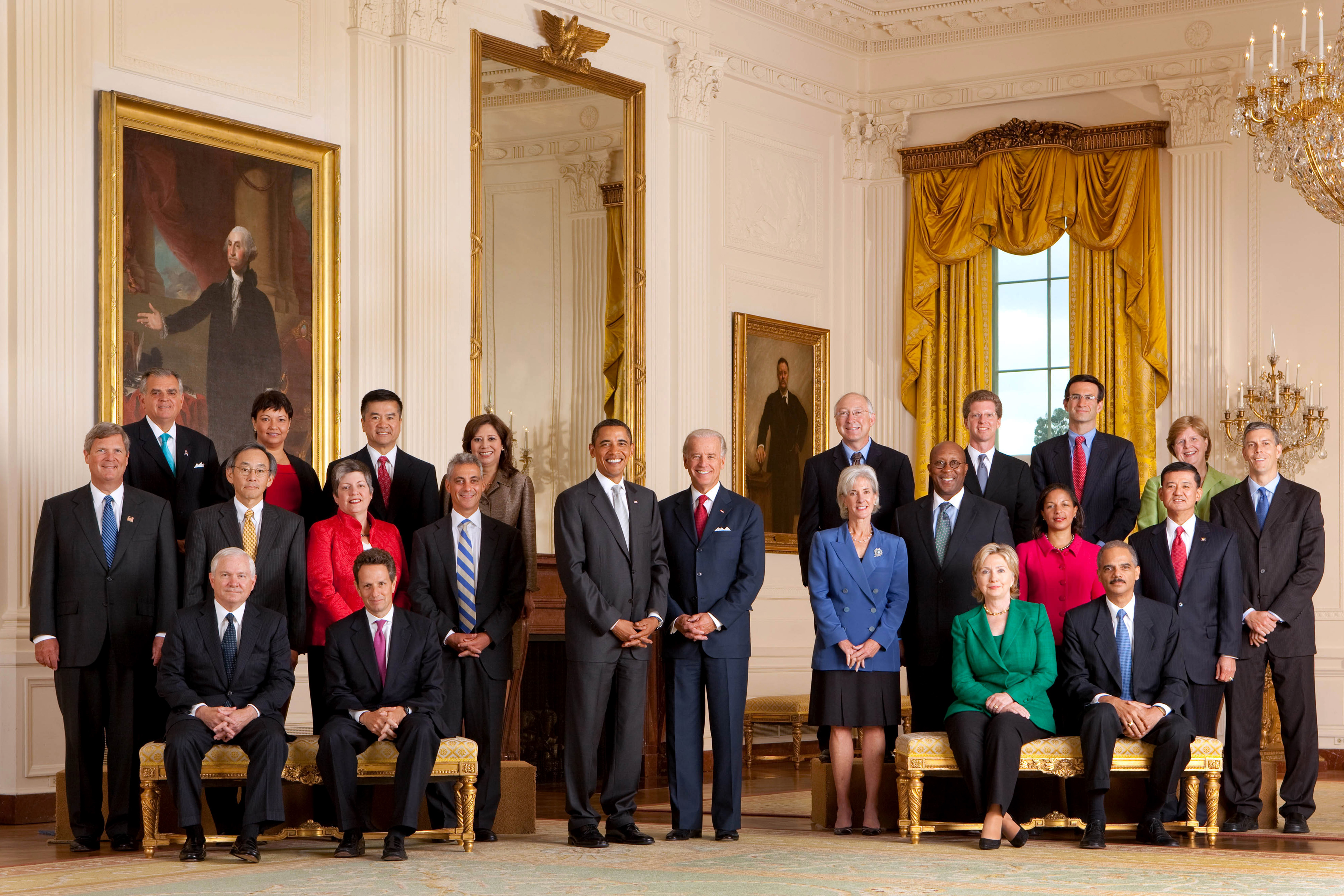
کابینه اول باراک اوباما، رئیس‌جمهوری آمریکا، در اتاق شرقی سال ۲۰۰۹ ردیف اول ایستاده از چپ به راست: ری لحود، لیسا جکسون، گری لاک، هیلدا سولیس، باراک اوباما، جو بایدن، کن سالازار، شان داناون، پیتر اورزاگ، کریستینا رومر، آرنی دانکن ردیف دوم ایستاده: تام ویلساک، استیون چو، جنت ناپالیتانو، رام امانوئل، کاتلین سیبیلیوس، ران کرک، سوزان رایس، اریک شینسکی ردیف سوم نشسته: رابرت گیتس، تیموتی گایتنر، هیلاری کلینتون، اریک هولدر